# 釋傳道
傳道法師（1941年—2014年），俗名朱溫清，生於臺灣臺南縣白河鎮，台灣佛教出家眾，曾任台南妙心寺住持，在台灣推動人間佛教。

## 生平
傳道法師出身貧困，在家中排行第七。小學畢業後開始進入社會工作，曾在農場打工，在高雄唐榮鐵工廠當學徒。1957年，進入台灣機械公司當技工。
1959年，歸依三寶，參與佛教課程。1962年進入部隊服役。1964年退役後，在高雄宏法寺開證上人門下出家，受具足戒。隨後進入戒光佛學院、中國佛教研究院進修，在白聖法師處學習。其思想受到印順法師影響，被視為是印順法師在台灣的重要弟子之一，藍吉富在《臺灣佛教辭典》中，將他與釋昭慧、釋宏印視為印順學派中的三大法系。
1973年，負責台南妙心寺寺務，以此為據點，進行傳教活動。曾至馬來西亞等地弘法。

## 外部連結
- 妙心寺第四任住持 傳道法師 （页面存档备份，存于）